# Zeitungsstempelgebühr
Die Zeitungsstempelgebühr war eine 1789 unter Joseph II. eingeführte und 1899 endgültig abgeschaffte Gebühr, die für jedes veröffentlichte Exemplar einer Ausgabe dem Fürsten ausbezahlt werden musste. Jedoch waren das "Wienerische Diarium" (später: Wiener Zeitung), die "Brünner Zeitung" und die Anzeigenblätter davon ausgenommen.

## Zweck
Die Zeitungsstempelgebühr war die österreichische Variante einer Zeitungssteuer, deren Entrichtung mit einem Zeitungsstempel kontrolliert wurde. Diese Steuer wurden mit dem Aufkommen gedruckter Nachrichtenblätter mit politischem Inhalt ab dem beginnenden 17. Jahrhundert in verschiedenen Ländern eingeführt, um die Steuereinnahmen zu steigern, aber auch den Zugang der breiten Bevölkerungsmassen zur neuen Informationsquelle zu erschweren. Mit der Durchsetzung des Grundprinzips der Pressefreiheit war die Steuer nicht mehr zu halten und wurde im 19. Jahrhundert von den Staaten nach und nach wieder abgeschafft.

## Geschichte
Von Joseph II. im Jahr 1789 per Dekret für Österreich eingeführt, wurde sie nach einer temporären Aussetzung ab 1803 für alle inländischen und aus dem Ausland eingeführten Zeitungen erhoben. Zur Kennzeichnung der erfolgten Zahlung wurde ein Gebührenstempel („Signette“) auf das Titelblatt aufgestempelt.
Durch die Auswirkungen der Märzrevolution wurde die Gebühr für inländische Zeitungen von Ende 1850 bis Ende 1857 vorübergehend abgeschafft. Eine kaiserliche Verordnung (Nr. 221. R.G.B. vom 14. November 1857) führte wieder einen Gebührenstempel ein („Zeitungs-Stempel-Signette“, auch Adler-Signett genannt). Für ausländische Zeitungen wurden ab März 1853 erstmals auch Stempelmarken genutzt, die sogenannte „Zeitungs-Stämpel-Marke“. Nach dem Österreichisch-Ungarischen Ausgleich wurden ab 20. Juni 1868 eigene ungarische Zeitungsstempelmarken und Zeitungs-Stempel-Signetten ausgegeben.
Bis zum Jahr 1899 waren für mindestens wöchentlich erscheinende inländische Zeitungen die Gebühr von einem Kreuzer, für ausländische von einem oder zwei Kreuzer zu entrichten, wenn sie keine reinen Fachzeitschriften ohne Inserate waren. Dann wurde auch in Österreich-Ungarn diese Steuer abgeschafft, nachdem dieser durch die Pressefreiheit begründete Schritt bereits in England (1855), Deutschland (1874) und Frankreich (1881) erfolgt war. Die "Illustrierte Kronenzeitung", die heutige Kronen Zeitung, war das erste Blatt, das sich die endgültige Aufhebung der Stempelsteuer Ende 1899 mit ihrer ersten Ausgabe am 2. Jänner 1900 zunutze machte.